# Андеркопп, Адо
А́до А́ндеркопп (эст. Ado Anderkopp; 6 (18) января 1894, Гапсальский уезд, Эстляндская губерния, Российская империя — 30 июля 1941, Таллин) — эстонский политический и государственный деятель, дипломат, журналист, редактор, спортсмен.

## Биография
Сын фермера. После окончания в 1913 году ревельской гимназии императора Николая I, до 1917 изучал право в Петроградском университете. В 1917 — чиновник МВД и Министерства торговли и промышленности России.
Был одним из создателей в 1917 году партии труда Эстонии (социал-демократической ориентации, с середины 1920-х годов — правоцентристская партия).
После обретения государственной независимости Эстонии в 1918 и эстонской войны за независимость против Советской России (1918—1920 гг.) Андеркопп принял участие в организации военизированных частей в северо-восточной части Эстонии.
Член Эстляндского Учредительного Собрания (1919—1920), депутат парламента Эстонии (Рийгикогу), Национального Собрания и Государственного Собрания.
В 1921—1929 — ответственный редактор партийной газеты «Свободная страна» («Vaba Maa»). С 1923 по 1929 — председатель ЦК эстонской партии труда.
С 2 августа 1923 по 19 февраля 1924 — министр обороны Эстонии.
С 12 апреля 1930 по 12 февраля 1931 — министр юстиции и внутренних дел.
С 19 февраля 1932 по 19 июля 1932 — министр внутренних дел.
С 19 июля 1932 по 18 мая 1933 — министр юстиции и внутренних дел.
С 1921 по 1925 входил в состав эстонской делегации на Ассамблеях Лиги Наций.
Кроме того, был известным спортивным деятелем Эстонии. Один из основателей Эстонского олимпийского комитета, команда независимой Эстонии принимала участие в Олимпийских играх в 1920—1936 годах.
С 1920 был председателем эстонской спортивной конфедерации (Eesti Spordi Liit), президентом Эстонского футбольного союза (1930—1939) и таллинского футбольного клуба «Kalev» (1920—1921, 1923 и 1934—1940).
После присоединения Эстонии к СССР 22 июля 1940 года был арестован. 28 июля 1941 года приговорен к смертной казни. Два дня спустя расстрелян в Таллине.

## Награды
- Орден Орлиного креста 1 класса (1930)
- Орден Эстонского Красного Креста 2 класса (1933)
- Орден Белой звезды 2 класса (1938)